# Élection présidentielle israélienne de 2000
L'élection présidentielle israélienne de 2000 a lieu le 31 juillet 2000 afin d'élire au suffrage indirect le huitième président de l'État d'Israël. C'est la première fois que le président est élu pour un mandat non renouvelable de sept ans.

## Candidats
- Shimon Peres du Parti travailliste est le favori avant l'élection. En cas de victoire, il peut devenir le premier président à avoir exercé auparavant la fonction de Premier ministre d'Israël.
- Moshe Katsav du Likoud a exercé la fonction de vice-Premier ministre dans le gouvernement de Benyamin Netanyahou. Né dans un pays musulman, l'Iran, Katsav peut devenir le second président non ashkénaze de l'histoire du pays.

## Résultat
|                          | Moshe Katsav             | Likoud                   | 60      | 51,28   | 63      | 52,50   |  |  |
|                          | Shimon Peres             | HaAvoda                  | 57      | 48,72   | 57      | 47,50   |  |  |
|                          |                          |                          |         |         |         |         |  |  |
| Majorité requise         | Majorité requise         | Majorité requise         | 61 voix | 61 voix | 61 voix | 61 voix |  |  |
|                          |                          |                          |         |         |         |         |  |  |
| Suffrages exprimés       | Suffrages exprimés       | Suffrages exprimés       | 117     | 97,5    | 120     | 100     |  |  |
| Votes blancs et nuls     | Votes blancs et nuls     | Votes blancs et nuls     | 3       | 2,5     | 0       | 0,00    |  |  |
| Total                    | Total                    | Total                    | 120     | 100     | 120     | 100     |  |  |
| Abstentions              | Abstentions              | Abstentions              | 0       | 0,00    | 0       | 0,00    |  |  |
| Inscrits / Participation | Inscrits / Participation | Inscrits / Participation | 120     | 100     | 120     | 100     |  |  |

La majorité requise pour être élu est de 61 voix sur 120 que compte la Knesset. Katsav crée la surprise en rassemblant 63 voix autour de sa candidature contre 57 pour Peres. Sa victoire surprenante fait de lui le premier président de l'État d'Israël issu du Likoud.
Moshe Katsav entame son septennat le 1er août 2000, après sa prestation de serment devant la Knesset.